# 福岡第一飛行場
福岡第一飛行場（ふくおかだいいちひこうじょう）は、かつて逓信省航空局が福岡県糟屋郡和白村（現在の福岡市東区）雁ノ巣に設置した飛行場。通称・雁ノ巣飛行場（がんのすひこうじょう）。大日本航空によって朝鮮、台湾、中華民国、満洲国、東南アジアへの路線が運航され、戦前における国内最大規模の民間飛行場であった。

## 沿革

### 民間飛行場として

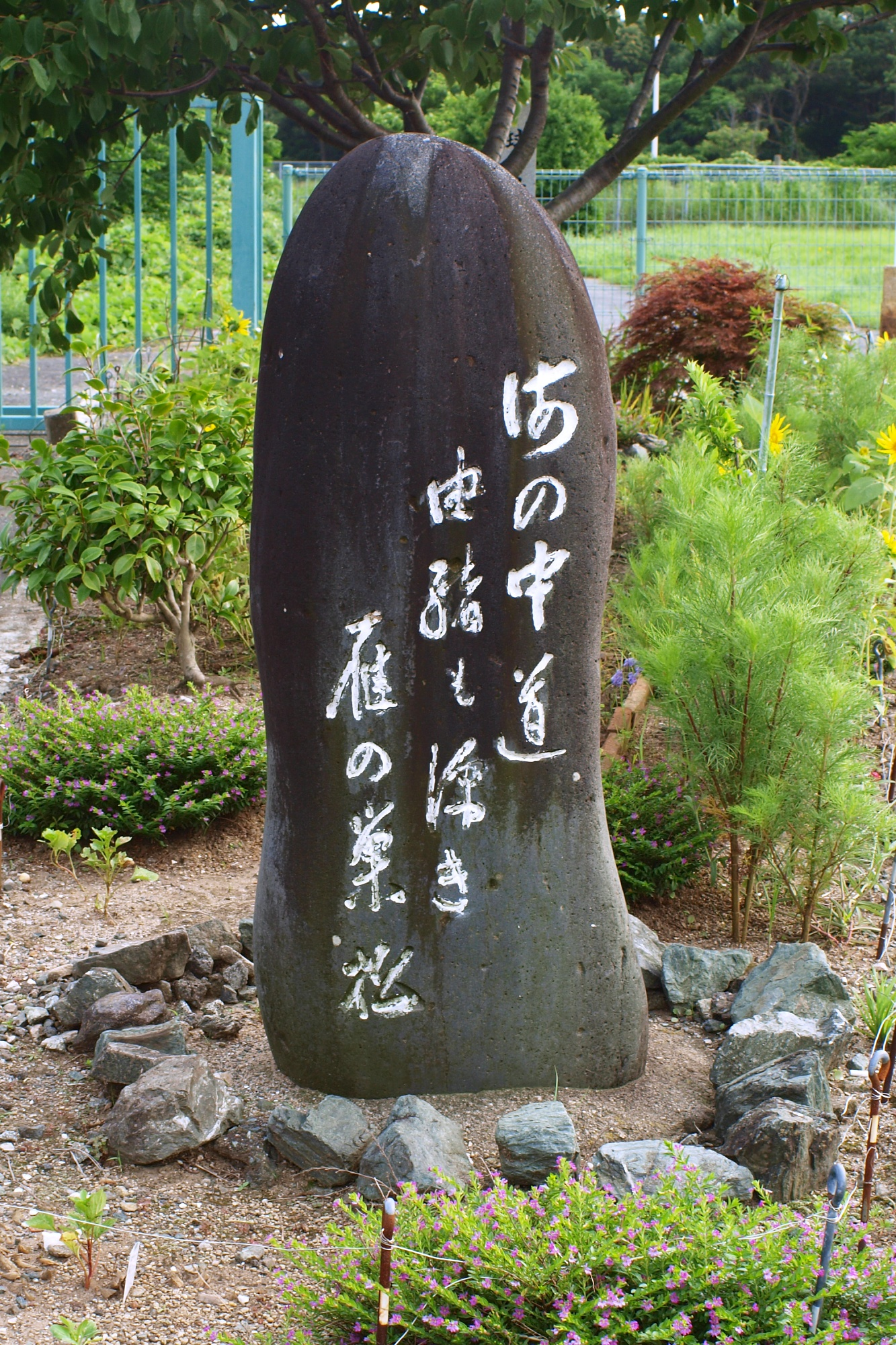
跡地にある記念碑

1929年（昭和5年）から大刀洗陸軍飛行場で民間の定期便が運航されていたが、大刀洗は福岡市街地と離れていて利便性が低かった。当時福岡市近辺には水上機専用の福岡飛行場 (名島水上飛行場)があったが陸上機の運用が可能な飛行場が求められたため、市周辺の候補地を調査・選定し、1934年（昭和9年）雁ノ巣に決定した。
1935年（昭和10年）1月に着工、総工費59万円を掛け、敷地面積59万平方メートルに滑走路（600×30m）1本、海岸に水上機の滑走台（80m）と格納庫2棟が整備され、翌1936年（昭和11年）6月1日に開港した。「昭和11年10月現在で東西550m、南北800mの滑走区域」と記載されている資料もある。福岡 - 那覇 - 台北を開設、翌年には、東京 - 福岡 - 京城 - 新京の急行便を開設した。

### 戦時体制において
1939年（昭和14年）からは博多湾鉄道汽船粕屋線（現在の香椎線）の線路を北側に移設するなど3カ年計画での大規模な拡張工事が行われ、総面積は開港時の倍以上の135平方メートル、滑走路は800m級2本の交差型となり、朝鮮・台湾・満洲国などへの中継地や国防上の要衝として重要度を増して行った。1940年、福岡にレンジ・ビーコンが設置された。太平洋戦争中は海軍航空隊が置かれるなど実質的に軍用空港となった。

### 戦後
戦後はアメリカ軍に接収され「ブレディ飛行場」（Brady Air Base、施設番号・FAC 5006）の名称で主に輸送部隊の飛行場として使用されたが、1961年（昭和36年）の日米合同委員会でキャンプ博多・ブレディ飛行場・西戸崎通信施設の三施設を統合し、「雁ノ巣空軍施設」（Gannosu Air Station、施設番号・FAC 5005）として在日米軍に提供することが合意された。1955年 (昭和30年) 時点での滑走路は 1280m x 45 (スチールマット) および、1158m x 30m (アスファルト) であった。また、朝鮮戦争後は一時的措置として自衛隊が落下傘降下訓練（香椎駐屯地を参照）に使用したほか、西日本空輸や福岡県警などのレシプロ機やヘリコプターが滑走路や格納庫の一部を共同使用していた。1965年（昭和40年）から飛行場区域内に通信傍受用の大型アンテナとオペレーション施設の建設が始まり、共同使用の停止とともに滑走路の舗装が撤去されたため、事実上飛行場としての機能は終焉した。通信施設は1966年（昭和41年）2月に完成し、第14陸軍保安局フィールドステーション（14th U.S. Army Security Agency Field Station）、海軍保安群博多部隊（Naval Security Group Activity, Hakata）、空軍第6918保安中隊（Air Force Security Service 6918th Security Squadron）などアメリカ3軍の諜報部隊が共同で北朝鮮方面の軍事（電波）情報の収集・分析活動を行っていたが、アメリカの国防予算と海外展開兵力の削減によって施設は閉鎖され、飛行場部分は1972年（昭和47年）、雁ノ巣空軍施設全域は1977年（昭和52年）に返還された。

### 廃止後
跡地は福岡市雁の巣レクリエーションセンター、福岡航空交通管制部（福岡ACC）および航空交通管理センター（ATMC）として整備されている。現在正門跡には記念碑が建ち、海岸に水上機用の滑走台が残っているほか、2002年（平成14年）まで格納庫が残っていた。
福岡第一飛行場（ブレディ飛行場）には航空無線標識・超短波全方向式無線標識（ともに電波灯台）が設置され、その識別符号（コールサイン）はDG・DGOであった。このDGの2文字は現存する電波灯台である福岡VORTACの識別符号DGC、および福岡航空交通管制部のICAO空港コードRJDGに引き継がれている。
福岡空港の発着枠増加によってヘリコプター離着陸に支障が出てきたため、その運用を分離する目的で福岡第一飛行場のあった福岡航空交通管制部の北隣にヘリポートの建設が進められ、2020年3月に「福岡空港奈多地区（奈多ヘリポート）」として開港した。大阪航空局によれば、福岡市消防局、福岡県警察、報道用ヘリなどのヘリコプター23機が新ヘリポートに移駐予定としている。ただし、奈多地区のICAO空港コードはRJFHとなっている。

## 事故
- 大日本航空球磨号墜落事故 – 滑走路の短さが事故の一要因になったとされるが、800メートルは当時国内の飛行場では標準的な長さであった。